# Gilles Larrain
Pour les articles homonymes, voir Larrain.
 (mars 2016).
Si vous disposez d'ouvrages ou d'articles de référence ou si vous connaissez des sites web de qualité traitant du thème abordé ici, merci de compléter l'article en donnant les références utiles à sa vérifiabilité et en les liant à la section « Notes et références ».
Gilles Larrain (né le 5 décembre 1938), est un artiste français ayant plus tard émigré aux États-Unis, d'abord artiste-peintre, puis pionnier de l'art cinétique et photographe new-yorkais.
Il a pour oncle un ancien évêque de Talca, Mgr Manuel Larraín.

## Biographie
Né d'un père chilien et d'une mère franco-vietnamienne, tous deux artistes, Gilles Larrain devient artiste à son tour.
Il est l'auteur de posters connus de Nina Hagen, Miles Davis, Sting et Billy Joel. Il a également collaboré à des magazines comme Zoom, Photo ou GEO.
Il a aussi photographié John Lennon, Yoko Ono, Jerry Rubin et Salvador Dalí, et créé des couvertures d'album pour Sting, Miles Davis et Billy Joel. 
Une exposition de ses œuvres a eu lieu à Séville du 19 septembre au 22 octobre 2006.
Sur le modèle des réunions de Jim Haynes à Paris, il a organisé mensuellement à New York dans son appartement de Grand Street les Gilles Larrain Art Salon Parties regroupant des artistes confirmés ou débutants de tous horizons.
Il a pris sa retraite en 2013 avec sa compagne Louda Larrain (créatrice de mode) dans l'île de Kauai.

### Particularité
Gilles Larrain a toujours voulu maîtriser la totalité de la chaîne photographique, du déclencheur jusqu'à la chambre noire, a-t-il écrit. En raison du travail qu'il effectuait lors du tirage, il n'existe pas deux positifs de lui rigoureusement identiques. Il a même déclaré un jour que ses négatifs ne contenaient pas l'œuvre en elle-même, mais juste une matière première pour la réaliser[réf. nécessaire].

### Phrase souvent énoncée
« La photographie est un moyen de poser des questions et de trouver quelques réponses ».

### Site et mini-galeries
http://www.gilleslarrain.com/

## Séries principales
- Idols, 1973 (les Cockettes, groupe d'action gay)
- Flamenco, 1983
- Dark Angels, 1992 (hommage à Kurosawa)
- Twins, 2005 (le même modèle habillé et nu dans la même position)
- Diptyques, 2006 (couples de photographies ayant un élément en commun)

## Principales expositions
- 1966 Gilles Larrain - Southampton East Gallery, NYC, USA - Paintings
- 1966 50 New-York artists - Max's Kansas City, NYC, USA - Group show
- 1967 Light, Motion, Space - Walker Art Center - Minneapolis, MN - en: Kinetic art (First kinetic art exhibition in the USA) - Group show
- 1967 Luminism - The Artist Club - NYC, USA - Group show - Kinetic Art
- 1967 Espace dynamique en constant mouvement, 5e Biennale, Musée d'Art moderne de la Ville de Paris, France
- 1968 Neon sculptures, I - Benson Gallery, Long Island, NY, USA
- 1968 Neon Sculptures, II - Neue Kunst Museum - Munich, D
- 1968 6th Annual Avant-Garde Festival, NYC, USA
- 1969 Inflated Children's Paintings, Shakespeare's Theater, NYC, USA
- 1969 Induction Square, Suffolk Museum, NYC, USA
- 1969 Tubulaire, avec François Dallegret, prix Les Levine, Musée d'Art moderne, Paris, France
- 1971 Art et technologie, Centre Sigma, Bordeaux, France - group show
- 1972 The objective eye, Galerie Baecker, Bochum, Allemagne
- 1973 Exposition mondiale de photographie, Hambourg, Allemagne - group show
- 1975 90 Black and White Prints, Palais des Beaux-Arts, Bruxelles, Belgique - Group show
- 1975 Faces and Spaces, Services culturels français, Ambassade de France, NYC, USA
- 1978 Portraits, The Harkness House Gallery, New York
- 1978 Portraits II, The Nary Center, Santa Cruz, CA, USA
- 1980 I Sing The Body Electric', The Squibb Gallery, Princeton, PA, USA - Group show
- 1981 Interfaces, Aspen Institute, Aspen, CO, USA
- 1982 Interfaces, Wye Plantation, Aspen Institute, Queenstown, DC
- 1982 Portraits, Galerie Agathe Gaillard, Paris, France
- 1983 Portraits, Alliance française, New York, USA
- 1984 American Ballet Theater Photos, Dyansen Gallery 57, NYC, USA
- 1985 Dixième Anniversaire, Galerie Agathe Gaillard, France
- 1985 Art Werburg, Gallery Tabula, Tubingen, Allemagne
- 1987-1992 Body and Faces II', Services culturels français, Exposition itinérante aux USA sur 5 ans.
- 1990-1991 Photo Icons, Meadows Museum, Dallas
- 1991 Photographes de la Galerie. Centre de la Photographie, Genève, Suisse
- 1993 Multiple Choices Here and Now. Exposition, Ambassade française, New York
- 1993 “A retrospective: The Photographs of Gilles Larrain 1972-1993″. The Union League Club, New York
- 1995 “32 diptyques”. Exposition de couples de photographies en résonance, Fondation Henry Buhl, New York.
- 1996 “Nudeyork”. Exposition et ouvrage collectif de 31 photographes, Galeries Mary Anthony, New York
- 1996 “Jazz Portraits”. Exposition collective, Center of Photography, Woodstock, New York
- 2000 “Le nu photographié”. Exposition collective de photographie, Galerie d’Art du Conseil général des Bouches-du Rhône, Aix-en-Provence, France
- 2001 “Flamenco: paysages de l'âme”. Exposition, King Juan Carlos I of Spain Center, New York University, New York
- 2004 “Collection d’œuvres photographiques de la Caisse des Dépôts et Consignations”. Group Exhibition, Centre Culturgest, Lisbonne, Portugal
- 2006 “Flamenco: Paisaje del Alma“. One-man Exhibition, Fundacion Tres Culturas, Seville, Espagne. Livre
- 2006 “Flamenco: Paisaje del Alma“. One-man Exhibition Casa Escorza, Guadalajara, Mexique. Livre
- 2007 “Flamenco: Paisaje del Alma “. One-man Exhibition Instituto Nacional Bellas Artes, Tetuan, Maroc Livre
- 2007 “Flamenco: Paisaje del Alma”. One-man Exhibition Musée Municipal, Agadir, Maroc Livre
- 2007 “Flamenco: Paisaje del Alma”. One-man Exhibition Palace Abdellya, Tunis, Tunisie Livre
- 2007 “Flamenco: Paisaje del Alma”. One-man Exhibition Auditorium di Roma, Rome, Italie Livre
- 2007 “Flamenco: Paisaje del Alma”. One-man Exhibition Instituto Cervantes, Prague, République tchèque Livre
- 2008 “Flamenco: Paisaje del Alma”. One-man Exhibition Centro Cultural Español, Miami, Floride Livre
- 2009 PROHIBIDO EL CANTE. FLAMENCO Y FOTOGRAFÍA. Group Exhibition Centro Andaluz de Arte Contemporáneo, Seville, Espagne
- 2010 NO SINGING ALLOWED. FLAMENCO & FOTOGRAFÍA Group Exhibition Aperture Gallery, NYC, USA